# Aydoilles
Aydoilles je francouzská obec v departementu Vosges v regionu Grand Est. V roce 2013 zde žilo 1 075 obyvatel.

## Poloha
Sousední obce jsou: La Baffe, Deyvillers, Dompierre, Épinal, Fontenay, Charmois-devant-Bruyères, Longchamp, Le Roulier, Sercœur a Vaudéville.

## Vývoj počtu obyvatel
Počet obyvatel